# الوصول الرقمي التام إلى نظام ومنصة مشروع محفوظات عصبة الأمم
ييعتبر الوصول الرقمي التام إلى نظام ومنصة مشروع محفوظات عصبة الأمم أو LONTAD من مشاريع الرقمنة الهائلة الممولة بمنح مالية لرقمنة محفوظات عصبة الأمم عبر الأنترنيت وللحفاظ عليها وللوصول إليها.
والهدف الأساسي من هذا المشروع هو تحديث الوصول إلى المحفوظات لفائدة كل من الباحثين والمؤسسات التعليمية وعامة الجمهور.
ويُتوقع أن يجمع المشروع بيانات حجمها 250 تيرابايت (أي ما يقارب 30 مليون ملف رقمي) وأكثر من 500.000 وحدة من البيانات الوصفية والفوقية وإعادة إيواء المحفوظات المادية وصونها وحفظها (وقدرها ثلاثة كيلومترات خطية) ويدير المشروع قسم الدائرة المؤسسية IMS في مكتبة مكتب الأمم المتحدة في جنيف.
وقد بدأ العمل على تنفيذ هدا المشروع في عام 2017، ومن المقرر الانتهاء منه في عام 2022.

## محفوظات عصبة الأمم
تتألف محفوظات عصبة الأمم من نحو 15 مليون صفحة من المحتويات يرجع تاريخها إلى فترة إنشاء عصبة الأمم في عام 1919 إلى أن حُلت في بداية عام 1946.
وتوجد مجموعة المحفوظات في مكتب الأمم المتحدة في جنيف وتعتبر مجموعة المحفوظات التاريخية للأمم المتحدة في جنيف.

## عمليات المشروع
في نطاق التركيز على الرقمنة، والحفظ الرقمي والمادي، وتيسير الوصول عبر الإنترنت، قُسّم المشروع إلى ثلاث عمليات رئيسية وهي: عملية ما قبل الرقمنة، وعملية المسح الضوئي، وعملية ما بعد الرقمنة. ولكل عملية فريقها المختص.

### قبل الرقمنة

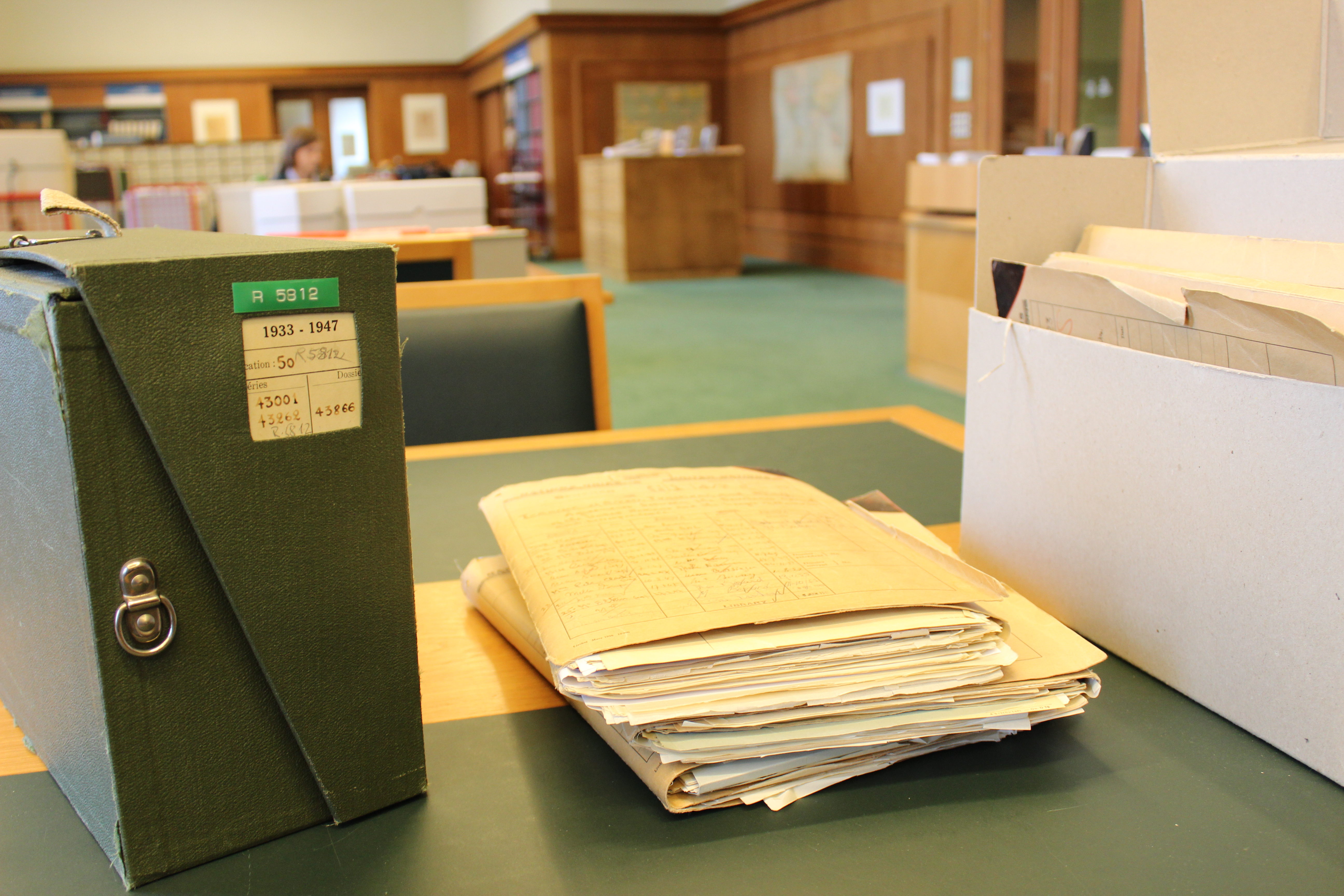
محفوظات عصبة الأمم

تتركز النشاطات التي تنفذ قبل الرقمنة أساساً على الإعداد المادي والمعالجة بغرض الحفظ، فيقوم فريق مرحلة قبل الرقمنة بتصليح وتثبيت الورق الممزّقة وبتأمين المواد داخل حفاظات فوتوغرافية وداخل حفاظات ورقية خاصة بالصور، ثم تُصنف وتُرتب وتُفهرس المحفوظات وفقا لقواعد المشروع وتُجرد في نظام إدارة المحفوظات.

### عملية المسح الضوئي
ينجز مشروع LONTAD بالتعاون الوثيق مع مزود خدمة خارجي متخصص في مجال الرقمنة. يستخدم فريق المسح الضوئي ماسحات ضوئية مسطحة، مزودة بحامل كتاب، مصممة خصيصًا لمسح مستندات التراث الثقافي ضوئيًا (من نوع  copybook «دفتر النسخ»). يتم إنتاج ملف «رئيسي» (JPEG-2000) وملف استشارة (PDF) معالج بواسطة التعرف الضوئي على الحروف (OCR) وتسليمهما إلى فريق بعد الرقمنة.

### بعد الرقمنة
ترتكزأنشطة بعد الرقمنة بشكل أساسي على مراقبة الجودة وإنشاء البيانات الوصفية. يقوم فريق بعد الرقمنة بمراقبة جودة الصور الممسوحة ضوئيًا.
يتم إجراء فحص الجودة أيضًا على عينة من المستندات الورقية لضمان الحفاظ عليها على المدى الطويل. يتكون إنشاء البيانات الوصفية من وصف وفهرسة المحفوظات. تعتبر البيانات الوصفية التي تم إنشاؤها العنصر الأساسي في توفير الوصول إلى البيانات الرقمية. يعمل فريق بعد الرقمنة أيضًا على توحيد وتوثيق عمليات الوصف ويستخدم طريقة MoSCow لمراقبة الجودة وعمليات تصحيح البيانات الوصفية.
يضمن فريق بعد الرقمنة النشر عبر الإنترنت عن طريق نظام الوصول الرقمي، ويستورد الملفات إلى نظام الحفظ الرقمي وينسق بعض وظائف الاتصال والوصول مثل Twitter وتميمة المشروع: Lontadinho.

## أهداف البحث
يهدف مشروع LONTAD إلى جعل محفوظات الأمم المتحدة في متناول الباحثين. يسعى هذا المشروع إلى القيام بذلك في إطار ثلاثة أهداف: الجمع بين المعرفة وتوفير الوصول العالمي، تمكين الوصول الموحد والشامل من خلال وصف أرشيفي يتوافق مع معيار (ISAD (G، وتعزيز طرق جديدة للتحليل، لا سيما في سياق العلوم الإنسانية الرقمية.